# Weiten
Weiten  är en ort och kommun  i Österrike. Den ligger i distriktet Melk i förbundslandet Niederösterreich, 80 km väster om huvudstaden Wien. 
Kommunen består av 15 orter (Ortschaften) (inom parentes invånarantal 1 januari 2024):

- Am Schuß (154)
- Eibetsberg (9)
- Eitental (75)
- Filsendorf (38)
- Jasenegg (50)
- Mollenburg (4)
- Mollendorf (54)
- Mörenz (23)
- Nasting (4)
- Rafles (37)
- Seiterndorf (132)
- Streitwiesen (55)
- Tottendorf (48)
- Weiten (409)
- Weiterndorf (17)